# Aero Spacelines Super Guppy
Aero Spacelines Super Guppy — транспортный самолёт для перевозки негабаритных грузов. Разработчик — Aero Spacelines. Разработан на основе предыдущей модификации «Pregnant Guppy», выпущен в количестве пяти экземпляров в двух модификациях. Первый полёт совершил в августе 1965 года.

## История
В 1960-е годы перед инженерами НАСА, которые работали по программе ракеты "Сатурн" возникли сложности в решении логистических вопросов. Дело в том, что в программе "Сатурн" было задействовано огромное количество субподрядчиков, которые находились по всей территории США, при этом части ракет-носителей необходимо было доставить на стартовую площадку космодрома на мысе Канаверал.
Секции ракет-носителей обладали большими размерами и было невозможно транспортировать их как по железной дороге так и автомобильным транспортом. Перевозить по морю было долго, дорого и небезопасно. Оставался лишь один доступный вариант — перевозка частей ракет по воздуху. Заказчики пришли к заключению, что провести переоборудование какого-то уже существующего самолёта будет дешевле, чем заниматься созданием специального самолёта.
Программой переделки решил заняться авиаконструктор Джой Конрой, который ранее был военным лётчиком и летал на военно-транспортных самолётах С-97. Д. Конрой предложил взять за основу самолёт С-97, срезать ему верхнюю часть фюзеляжа и установить на её место новую, гораздо большего диаметра, чтобы в фюзеляж самолёта можно было поместить габаритные части ракет.
Изготовленная Конроем модель самолёта успешно прошла продувку в аэродинамической трубе компании Боинг, после чего было принято решение приступить к постройке прототипа самолёта. Была сделана объёмная надстройка над фюзеляжем, она была фальшивой и крепилась на оригинальном фюзеляже только для проведения аэродинамических испытаний.

## Разработка
Первый самолёт Super Guppy, или «SG», был построен с использованием фюзеляжа военно-транспортного самолёта Boeing C-97 (военный вариант Boeing 377). Фюзеляж был удлинён до 43 метров, а его диаметр увеличен до 7,6 м (максимальный внутренний диаметр); длина внутреннего грузового отсека составила 28,8 м. Фюзеляж сужался книзу, и ширина пола составила 2,7 м. Носовая секция фюзеляжа открывалась вбок для загрузки негабаритных грузов. Конструкция хвостового оперения и крыла также претерпела изменения.
На самолёт были установлены новые турбовинтовые двигатели Pratt & Whitney T-34-P-7. Была изменена конструкция крыла и хвостового оперения. Грузоподъёмность самолёта возросла до 24 545 кг, а полезный объём грузового отсека составлял 1100 кубических метров, крейсерская скорость — до 480 км/ч.
После 50 часов испытаний, во время которых самолёт совершал полёты нагруженный мешками с песком, Конрой доказал всем скептикам , что такой самолёт может летать и может служить средством для доставки ступеней ракет. После этого был подписан контракт на выполнения доставки двух ступеней ракет Сатурна IV. Этот заказ можно считать рождением транспортного самолёта Гуппи.
После первой успешной доставки комплектующих ракет НАСА поставила перед конструкторами новую задачу. Космическая программа Сатурн IV-B использовала ступени большего размера: 12 метров длиной и до 5 метров в диаметре.
Второй вариант самолёта был официально назван Super Guppy Turbine (SGT); на самолёт устанавливались турбовинтовые двигатели Allison T56. В отличие от предыдущего варианта, фюзеляж самолёта был спроектирован заново; это позволило увеличить ширину пола грузового отсека до 4 м, длину отсека — до 33,8 м, грузоподъёмность — до 24 700 кг. Техническим требованиям прежний самолёт уже не удовлетворял, поэтому было принято решение оставить новому самолёту кабину Боинга 377, но при этом фюзеляж, двигатели и крыло были заимствованы от Боинга С95-J. 

## Эксплуатация
В начале 1970-х два Super Guppie использовались компанией Airbus Industrie для доставки крупногабаритных частей на завод окончательной сборки в Тулузе. В 1982 и 1983 годах ещё два самолёта были построены во Франции компанией UTA Industries после того, как Airbus приобрёл права на выпуск самолёта. С приходом нового транспортного самолёта сходной конфигурации — Airbus Beluga — самолёты были выведены из постоянной эксплуатации.
Последний из пяти самолётов принадлежит NASA и эксплуатируется для доставки крупногабаритных изделий для МКС (базируется в аэропорту Ellington Field, Хьюстон, Техас). Четыре самолёта законсервированы и находятся в различных странах: США, Великобритания, Франция, Германия.

## Лётно-технические характеристики
- Экипаж: 4 человека
- Длина: 43,84 м
- Размах крыла: 47,625 м
- Высота: 14,148 м
- Вес пустого: 46 039 кг
- Полезная нагрузка: 24 720 кг
- Максимальный взлётный вес: 77 110 кг
- Силовая установка: 4 × ТВД Allison 501-D22C мощностью 4680 л. с. каждый
- Размеры грузового отсека: (33,8×7,62×7,62 м)
- Крейсерская скорость: 467 км/ч
- Дальность: 3219 км
- Практический потолок: 9753 м

## Галерея

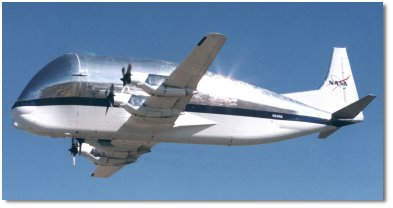
Super Guppy NASA
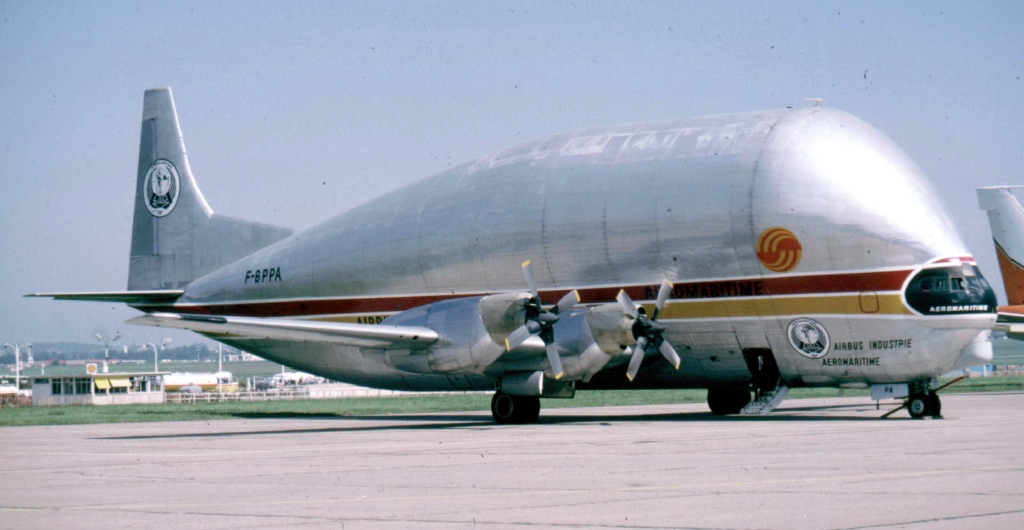
Super Guppy F-BPPA, эксплуатировавшийся компанией Airbus
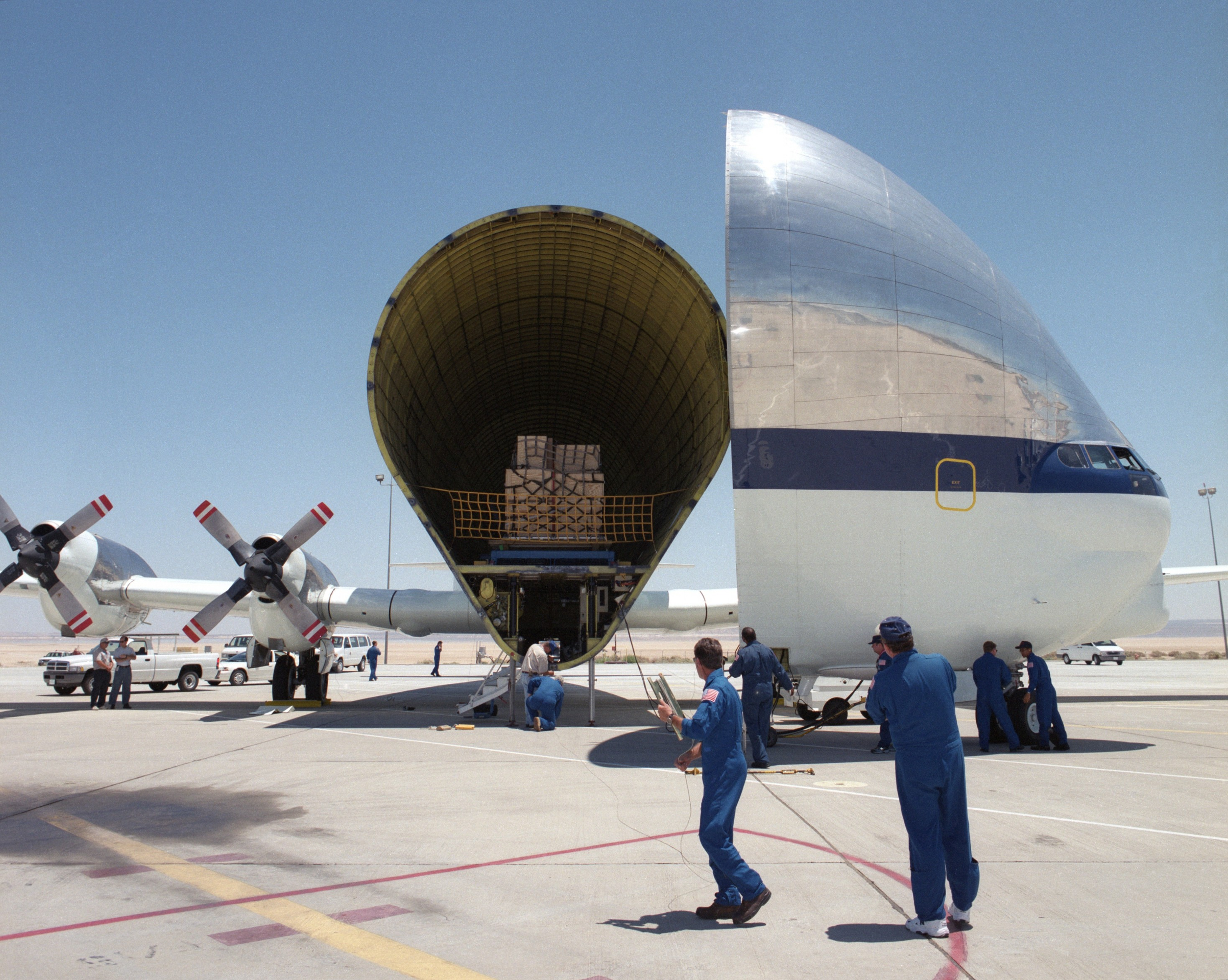
Загрузка Super Guppy